# Selenia deumbraria
Selenia deumbraria är en fjärilsart som beskrevs av Stanislaus Klemensiewicz. Selenia deumbraria ingår i släktet Selenia och familjen mätare. Inga underarter finns listade.